# Карапакс черепах

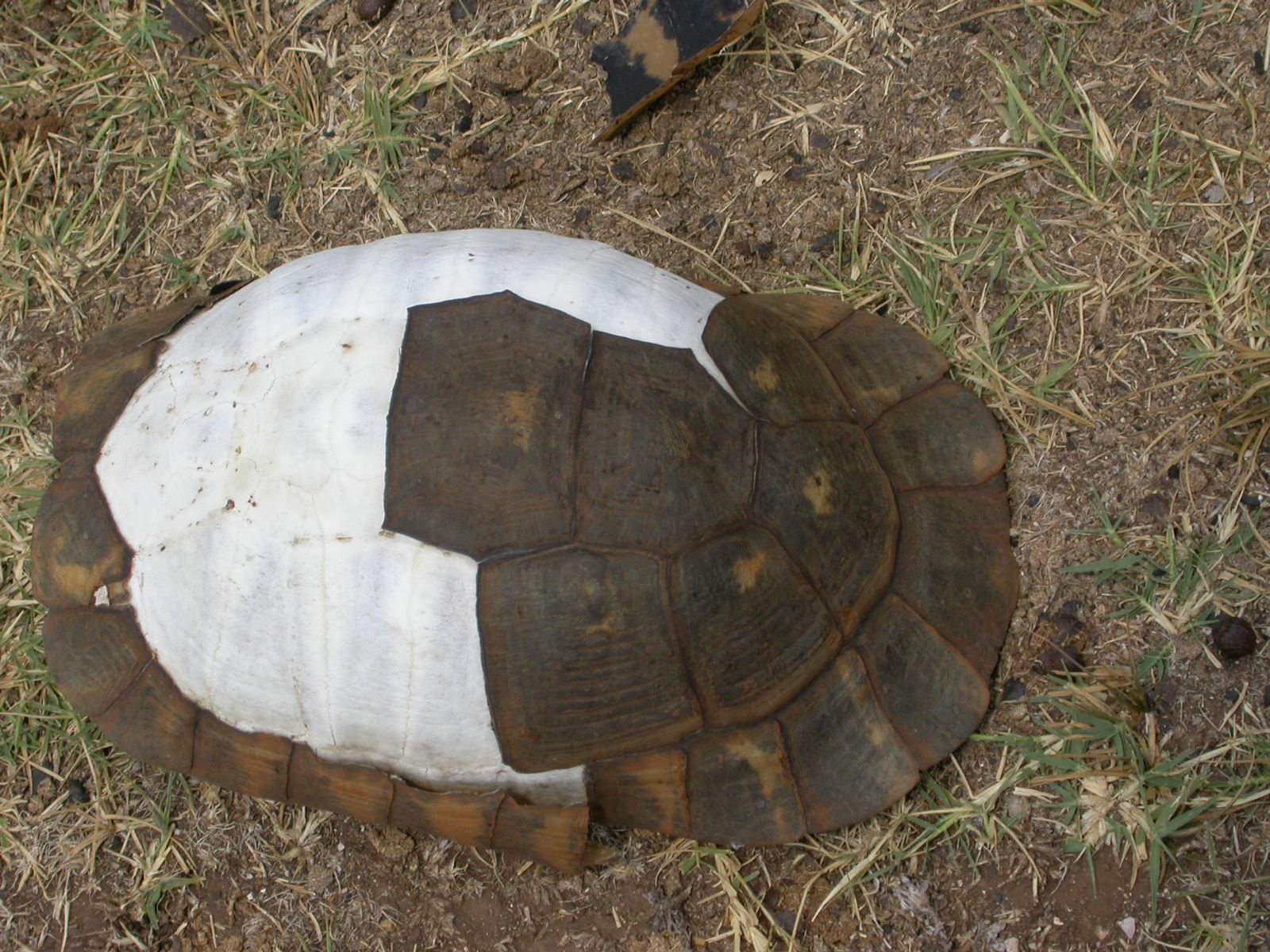
Карапакс мёртвой окаймлённой черепахи (Testudo marginata). Под отпавшими роговыми щитками видны костные пластины.

Карапакс (зоол., лат. carapax) у черепах — спинной щит панциря. Карапакс имеет выпуклую форму и состоит из костной основы и рогового покрытия.

## Строение карапакса

### Костный панцирь
У черепах в образовании костной основы карапакса принимает участие осевой скелет: восемь предкрестцовых позвонков с дорсальными отделами рёбер.
Карапакс типичных черепах состоит примерно из 50 костей — пластин, имеющих смешанное происхождение.
- В формировании наружного (эпитекального) слоя участвуют производные кожи (остеодермы).
- Средний (текальный) слой имеет мезодермальное происхождение.
- К текальному слою снизу прикрепляются элементы эндоскелета: остистые отростки и верхние дуги туловищных позвонков и рёбра.

Карапакс включает три ряда (набора) пластин.
- Края панциря окаймляют:
  - По бокам — набор краевых (marginalia), или периферальных (peripherale), пластин;
  - Впереди по центру — нухальные (nuchale) пластины;
  - Сзади — пигальные (pygale, или postneuralia) пластины.

Эти пластины образованы остеодермами, возникшими в кожной складке без участия внутреннего скелета. Они являются образованиями исключительно покровного происхождения.
- Вдоль средней линии спереди назад располагается непарный ряд более или менее квадратных невральных пластин (neurale). Они образуются вокруг невральных дуг и выглядят как их разрастания. Образованы срастанием кожных костей с уплощёнными и расширенными остистыми и поперечными отростками туловищных позвонков.
- По бокам между невральными и краевыми пластинами расположены восемь парных поперечно вытянутых рёберных, или плевральных, пластин (costale), которые срастаются с лежащими под ними расширенными рёбрами.

Количество невральных пластин может различаться у разных видов черепах. Элементы карапакса часто крепко срастаются между собой, и швы между ними заметны слабо.
По бокам карапакс соединяется с пластроном (нижним щитом панциря) костными мостиками (а у некоторых видов — соединительнотканной связкой).

### Роговой панцирь

Карапакс черепахи. Роговые щитки: a — шейный; b — краевые; c — позвоночные; d — рёберные; e — надхвостовые

У большинства черепах снаружи костный панцирь покрыт роговыми щитками.
- Края окаймляют:
  - Спереди — шейный, или загривковый, щиток;
  - По бокам — краевые щитки;
  - Сзади — надхвостовые щитки.
- По центру вдоль позвоночника располагаются позвоночные щитки.
- Между позвоночными и краевыми щитками расположены рёберные (боковые) щитки.
- У некоторых видов (грифовая черепаха) между краевыми и рёберными щитками имеется дополнительный ряд надкраевых щитков.
- Верхнекраевые щитки расположены на костном мостике между карапаксом и пластроном.

Названия роговых щитков иногда совпадают с названиями сходных по расположению костных пластин. У разных видов отдельные щитки могут отсутствовать или иметь различную форму. Количество и форма щитков важны для определения вида черепахи. У большинства черепах карапакс покрывает 38 роговых щитков.
Границы роговых щитков часто отпечатываются на поверхности костного карапакса. Для придания прочности конструкции панциря границы между роговыми щитками карапакса (а также пластрона) обычно чередуются со швами между костными пластинами.

## Видовые особенности

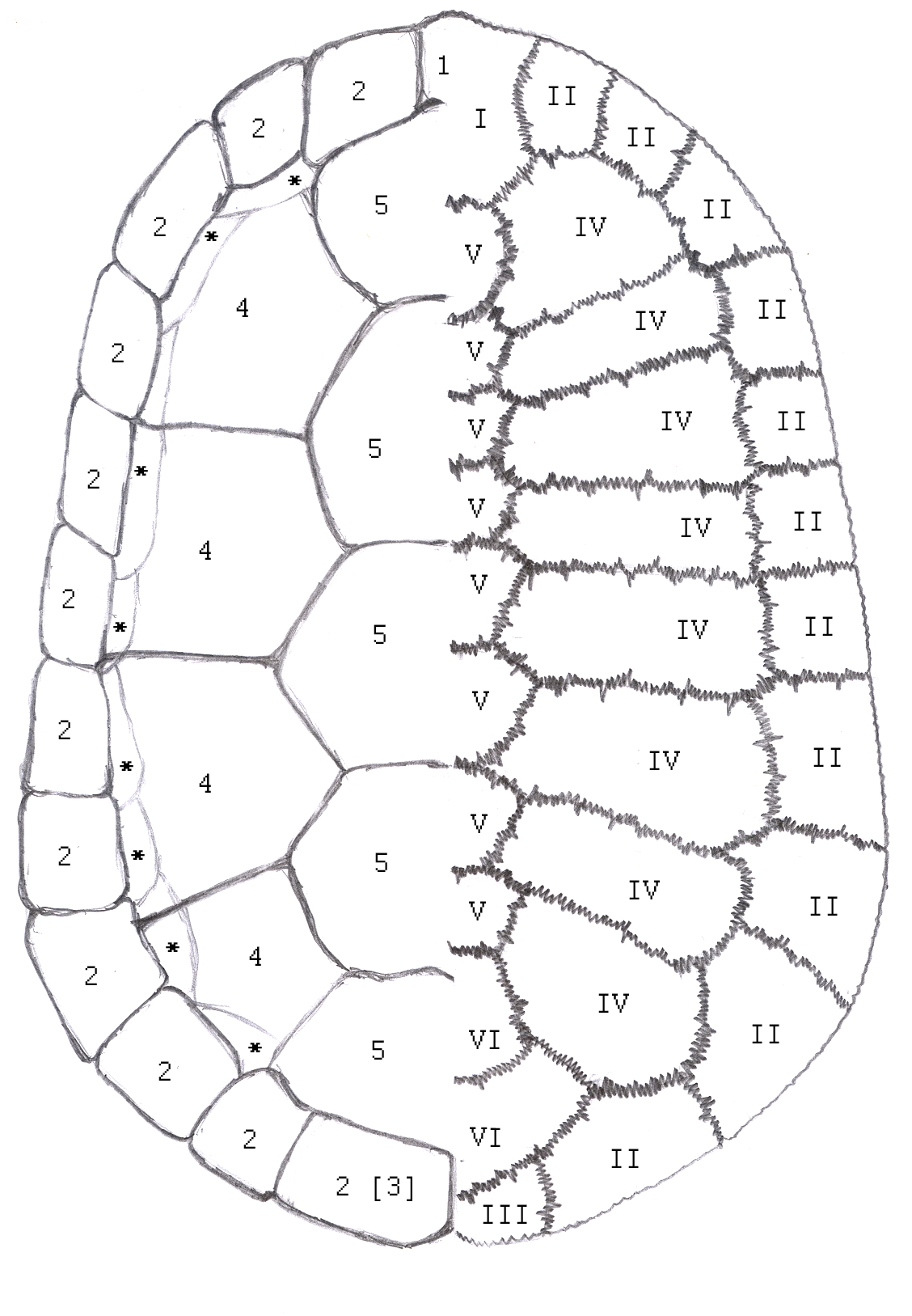
Роговые щитки и костные пластины карапакса черепахи

Форма и строение карапакса различаются у разных групп черепах в зависимости от их образа жизни.
У сухопутных черепах верхний щит панциря обычно высокий, выпуклый и очень толстый. Высота панциря связана с объемом кишечника: куполообразная форма обеспечивает большое внутреннее пространство для размещения длинного кишечника, необходимого для переваривания грубых растительных кормов. У роющих видов карапакс более уплощённый и вытянутый, позволяющий перемещаться в норах.
Различные пресноводные и морские черепахи в связи с полуводным или водным образом жизни обладают, как правило, уплощённым, гладким и обтекаемым карапаксом овальной, яйцевидной или каплевидной формы. Костная основа может быть в той или иной степени редуцирована.
У мягкотелых черепах карапакс очень плоский, его костная основа сильно редуцирована. Роговые щитки отсутствуют, а панцирь покрывает кожа.
Карапакс кожистой черепахи не срастается с осевым скелетом и образован мозаикой соединённых между собой мелких косточек, покрытых кожей (роговые щитки отсутствуют).
У некоторых черепах в карапаксе формируется полуподвижное соединение по типу синартроза с развитием хрящевой ткани в местах соединения пластин. Так, у киникс задний отдел карапакса способен замыкаться, защищая задние конечности и хвост.
| Роговые щитки | Роговые щитки                  | Костные пластины | Костные пластины            |
| ------------- | ------------------------------ | ---------------- | --------------------------- |
| 1             | Шейные (cervicale)             | I                | Нухальные (nuchale)         |
| 2             | Краевые (marginale)            | II               | Периферальные (peripherale) |
| 3             | Надхвостовые (supracaudale)    | III              | Пигальные (pygale)          |
| 4             | Плевральные (pleurale)         | IV               | Рёберные (costale)          |
| 5             | Позвоночные (vertebrale)       | V                | Невральные (neurale)        |
| *             | Верхнекраевые (supramarginale) | VI               | suprapygale                 |